# Mazlum
Mazlum ist sowohl ein türkischer als auch ein kurdischer männlicher Vorname arabischer Herkunft mit der Bedeutung „leise, ruhig, mild, sanft, bescheiden“, aber auch „jemand, der Unterdrückung erfahren hat“. Die weibliche Form des Namens ist Mazlume.

## Namensträger
- Mazlum Doğan (1955–1982), kurdisch-türkisches PKK-Mitglied
- Mazlum Fırtına (* 1946), türkischer Fußballspieler
- Mazlum Koc  (* 1989), deutscher Politiker
- Mazlum Kobanê (* 1967 oder 1972), kurdischer Führer der PKK